# Bob Stenhouse
Robert „Bob“ Stenhouse (* 3. November 1944 in Dunedin) ist ein neuseeländischer Animator.

## Leben
Stenhouse besuchte die Ilam School of Fine Arts der University of Canterbury und begann nach Ende des Studiums 1968, beim regionalen Fernsehsender WNTV-1 als Grafiker und Animator zu arbeiten. Zu seinen Arbeiten der nächsten zwölf Jahre gehörten unter anderem Titelsequenzen und Werbegrafiken. Ab 1980 war Stenhouse als Grafiker und Animator bei der neuseeländischen National Film Unit in Wellington tätig. Im Jahr 1986 veröffentlichte er seinen Kurzfilm The Frog, the Dog, and the Devil, der im Folgejahr für einen Oscar in der Kategorie Bester animierter Kurzfilm nominiert wurde. Es war der erste neuseeländische Animationsfilm, der für einen Oscar nominiert wurde. Die National Film Unit wurde 1989 aufgelöst; Stenhouse arbeitet seither als freier Animator unter anderem in Kooperation mit New Zealand on Air.
Bob Stenhouse’ Sohn, Peter Stenhouse (1981–2011), war ebenfalls als Animator tätig.

## Filmografie (Auswahl)
- 1968: The Equality of Man
- 1982: The Domino
- 1986: The Frog, the Dog, and the Devil
- 1988: Burning Yearning
- 1996: The Orchard
- 2001: Incredible Creature
- 2003: Fisherboy
- 2007: The Cheese Trap
- 2008: Captain Felonius

## Auszeichnungen
- 1986: Großer Preis, Ottawa International Animation Festival, für The Frog, the Dog, and the Devil
- 1987: Oscar-Nominierung, Bester animierter Kurzfilm, für The Frog, the Dog, and the Devil
- 2003: Preis der Kinderjury für den Besten Kurzanimationsfilm, Chicago International Children’s Film Festival, für Fisherboy